# Xã Cane, Quận White, Arkansas
Xã Cane (tiếng Anh: Cane Township) là một xã thuộc quận White, tiểu bang Arkansas, Hoa Kỳ. Năm 2010, dân số của xã này là 1.738 người.